# کوکی (بات مکالمه)
کوکی (انگلیسی: Kuki)، که به عنوان میتسوکو  (به انگلیسی: Mitsuku) نیز شناخته می‌شود، یک بات مکالمه است که توسط تکنولوژی Pandorabot AIML
توسط استیو ورسویک خلق شده است. این ربات مکالمه پنج بار برنده یک مسابقه تورینگ به نام جایزه لوبنر است (در ۲۰۱۳, ۲۰۱۶, ۲۰۱۷, ۲۰۱۸, و ۲۰۱۹) که برای آن رکورد جهانی دارد.